# Misato (ciudad de Saitama)
Misato (三郷市 Misato-shi?) es una ciudad en la prefectura de Saitama, Japón, localizada en el centro-este de la isla de Honshū, en la región de Kantō. El 1 de octubre de 2019 tenía una población estimada de 141 913 habitantes y una densidad de población de 4710 personas por km².

## Geografía
Misato está localizada en el extremo sureste de la prefectura de Saitama, en el medio de la llanura de Kantō, con el río Edo y el río Naka formando dos de sus fronteras. Se encuentra aproximadamente 20 kilómetros al norte del centro de Tokio. Limita con las ciudades de Yoshikawa, Sōka y Yashio en Saitama, con el barrio de Katsushika en Tokio y con las ciudades de Matsudo y Nagareyama en la prefectura de Chiba.

## Historia
El área de Misato moderno era originalmente parte de la provincia de Shimōsa, y fue transferida a la provincia de Musashi en 1683. Las villas de Hikonari, Waseda, Togasaki y Yagisato se crearon dentro del distrito de Kitakatsushika, tras el establecimiento del sistema de municipios el 1 de abril de 1889. Togasaki y Yagisato se fusionaron el 1 de julio de 1933 para formar la villa de Towa. El 30 de septiembre de 1956, Hikonari, Waseda y Towa se fusionaron para formar Misato, que se elevó a la condición de pueblo el 1 de octubre de 1964. El área experimentó un rápido crecimiento de población en los años 1960 y 1970 con la construcción a gran escala de viviendas públicas y fue elevada al estatus de ciudad el 3 de mayo de 1972.

## Demografía
Según los datos del censo japonés, la población de Misato ha crecido fuertemente en los últimos 60 años.
| Gráfica de evolución demográfica de Misato entre 1940 y 2015 |
|                                                              |
| Oficina de Estadística de Japón                              |

## Ciudeades hermanas
Misato está hermanado o tiene tratado de amistad con:
- Azumino, Nagano, Japón (1984);
- Sangō, Nara, Japón (1986).